# Krakovets
Krakovets (en ukrainien : Краковець, en polonais : Krakowiec, en yiddish : Krakovits; on trouve également Krakowicz et Krakowice) est une commune urbaine située à Yavoriv Raion, dans l'Oblast de Lviv, dans l'ouest de l'Ukraine, entre Lviv et Cracovie en Pologne. Elle compte 1 147 habitants en 2021.